# Escola de Medicina Harvard

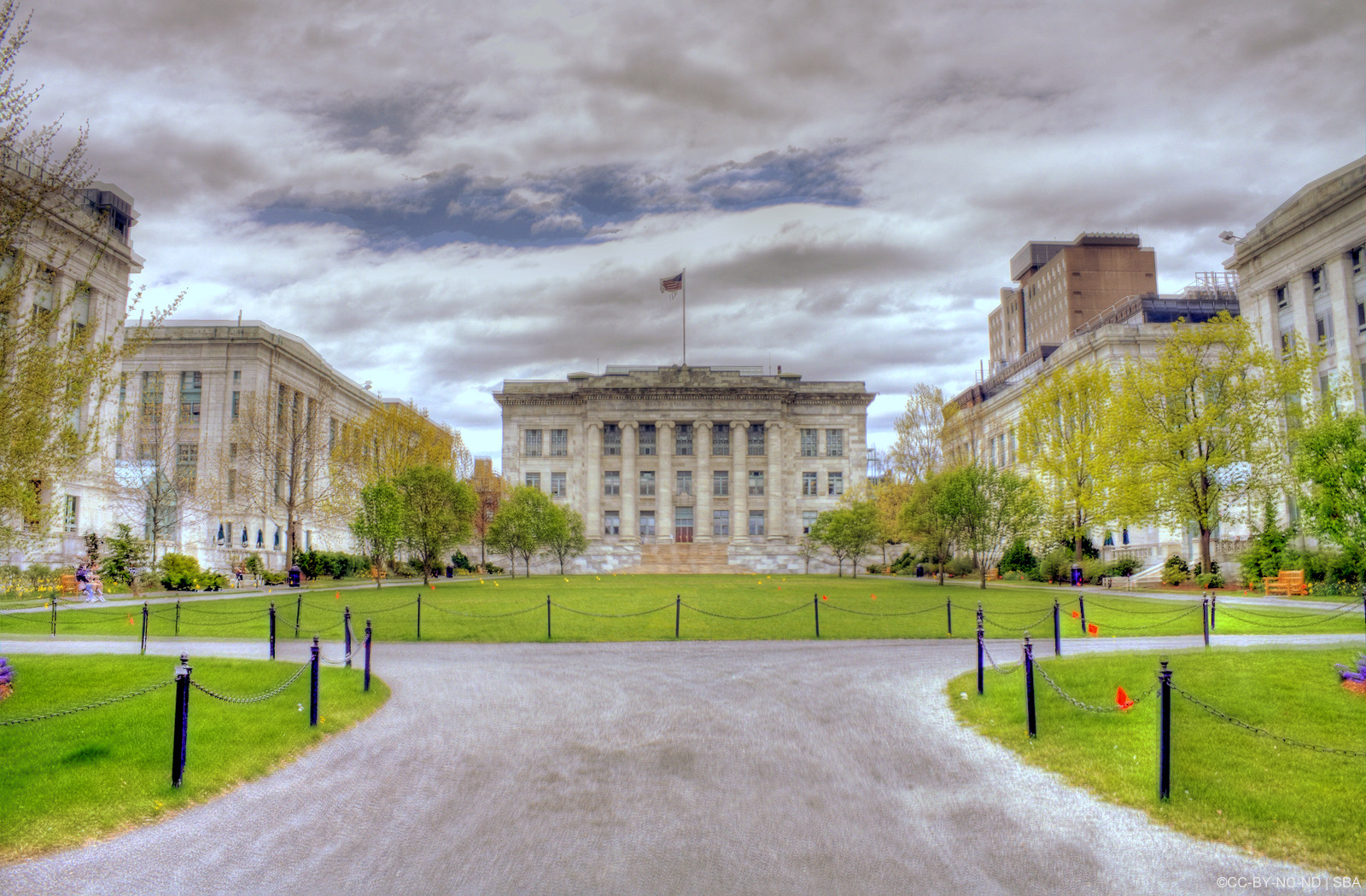
Pátio da Escola de Medicina Harvard (HMS) em Longwood.

Escola de Medicina Harvard (HMS) é a faculdade de medicina da Universidade Harvard. Fica na área conhecida como Área Médica de Longwood (Longwood Medical Area) no bairro de Mission Hill, Boston, Massachusetts, nos Estados Unidos.
HMS é a casa (até o outono de 2011/2012) de 705 estudantes no programa de doutorado em medicina, 147 no programa de doutorado em odontologia, 556 no programa de doutorado em filosofia e 155 no programa de pós-doutorado. Uma típica aula inicial na Harvard Medical School consistem em 165 alunos de doutorado em medicina e 35 de doutorado em odontologia. Após a matrícula, a classe de 200 alunos é dividida em cinco sociedades em homenagem a ex-alunos famosos da HMS. A maioria dos alunos de primeiro ano residem em Vanderbilt Hall, do outro lado da rua da HMS. O programa de pós doutorado permite ao aluno receber o título pela HMS retificado ou pela Universidade Harvard ou pelo Instituto de Tecnologia de Massachusetts (MIT). Futuros alunos se inscrevem para uma das duas opções de titulação de doutorado. New Pathway, o maior dos dois programas, enfatiza a aprendizagem baseada em problemas. HST, operado pela Harvard-MIT Divisão de Ciências da Saúde e Tecnologia, enfatiza a pesquisa médica.